# Plectrophora
Plectrophora es un género con nueve especies de orquídeas epifitas originarias de Sudamérica. 

## Descripción
Son plantas de rizoma corto y pseudobulbos muy pequeños, ovalados, con una sola hoja cepillada carnosa, a veces gumiforme, que a primera vista se asemejan a Comparettia en algunas especies con pseudobulbos recortada por la envoltura de hojas en forma abanico de hojas perpendiculares sobre aplanado y, que recuerda a Tolumnia, de las axilas de las vainas sale la inflorescencia en forma de racimo, a menudo bifurcada, ligeramente péndula, por lo general con una sola flor, con tallo grande y relativamente corto.  Las flores tienen sépalos al lado en la base, prolongado a un largo espolón curvo. Los sépalos no se abren mucho, y los pétalos están unidos en la columna. El labio es largo, amplio, con la participación de la columna para ocultarlo por completo, y tiene dos filamentos que se extienden  por los sépalos laterales. Columna de base  sin alas. La antera  que se encuentra en posición inclinada en el extremo de la columna con dos polinias.

## Distribución
Plectrophora incluye una decena de pequeñas especies epifitas que se producen en varias zonas de la Amazonia, algunas próximos a Centroamérica o Bolivia, cinco son de Brasil.

## Evolución, filogenia y taxonomía
Se propuso por Focke en Tijdschrift voor de wis en natuurkundige Wetenschappen 1: 212, en 1848, para describir la Plectrophora iridifolia, que es la especie tipo del género.
Plectrophora, probablemente con Quekettia, Trizeuxis, Polyotidium, Cypholoron y Pterostemma, forma una pequeña subclase de siete géneros, que en conjunto constituyen un grupo de alrededor de diez de la subtribu Oncidiinae, cuya clasificación y las relaciones genéricas y supragenérica, según criterios de filogenética, aún no están bien definida.

## Especies
1. Plectrophora alata (Rolfe) Garay, Bot. Mus. Leafl. 21: 261 (1967).
2. Plectrophora calcarhamata Hoehne, Relat. Commiss. Linhas Telegr. Estratég. Matto Grosso Amazonas 5(1): 57 (1910).
3. Plectrophora cultrifolia  (Barb.Rodr.) Cogn. in C.F.P.von Martius & auct. suc. (eds.), Fl. Bras. 3(6): 185 (1904).
4. Plectrophora edwallii Cogn. in Mart. & auct. suc. (eds.), Fl. Bras. 3(6): 580 (1906).
5. Plectrophora iridifolia  (Lodd. ex Lindl.) H.Focke, Tijdschr. Natuurk. Wetensch. Kunsten 1: 212 (1848).
6. Plectrophora schmidtii  Jenny & Pupulin, Orquidário 11: 79 (1997).
7. Plectrophora suarezii Dodson & M.W.Chase, Icon. Pl. Trop., II, 6: t. 570 (1989).
8. Plectrophora triquetra  (Rolfe) Cogn. in C.F.P.von Martius & auct. suc. (eds.), Fl. Bras. 3(6): 184 (1904).
9. Plectrophora tucanderana  Dodson & R.Vásquez, Icon. Pl. Trop., II, 3: t. 275 (1989).
10. Plectrophora zarumensis  Dodson & P.M.Dodson, Icon. Pl. Trop. 1: t. 208 (1980).

## Sinonimia
- Jansenia Barb.Rodr. (1891)[1]